# Neoporphyra
Neoporphyra, novi rod crvenih algi iz porodice Bangiaceae opisan 2020. godine. U rod je uključeno deset taksonomski priznatih vrsta; tipična je morska alga iz Kine N. haitanensis.

## Vrste
1. Neoporphyra dentata (Kjellman) L.-E.Yang & J.Brodie
2. Neoporphyra haitanensis (T.J.Chang & B.F.Zheng) J.Brodie & L.-E.Yang - tip
3. Neoporphyra hollenbergii (E.Y.Dawson) L.-E.Yang & J.Brodie
4. Neoporphyra kitoi Ma.Abe, N.Kikuchi, Tamaki, Tom.Sato, Murase, Fujiyoshi & Mas.Kobayashi
5. Neoporphyra meridionalis (M.M.Reddy, R.J.Anderson & J.J.Bolton) M.M.Reddy
6. Neoporphyra pendula (E.Y.Dawson) L.-E.Yang & J.Brodie
7. Neoporphyra perforata (J. Agardh) L.-E.Yang & J.Brodie
8. Neoporphyra raulaguilarii (Mateo-Cid, Mendoza-Gonzáles & Sentíes) L.-E.Yang & J.Brodie
9. Neoporphyra seriata (Kjellman) L.-E.Yang & J.Brodie
10. Neoporphyra spiralis (E.C.Oliveira & Coll) L.-E.Yang & J.Brodie